# Bollwiller
Bollwiller je občina v departmaju Haut-Rhin francoske regije Alzacija.
Leta 2009 je v občini živelo 3.555 oseb oz. 412 oseb/km².